# Isophya caspica
Isophya caspica är en insektsart som beskrevs av Willy Adolf Theodor Ramme 1929. Isophya caspica ingår i släktet Isophya och familjen vårtbitare.

## Underarter
Arten delas in i följande underarter:
- I. c. caspica
- I. c. stshelkanovtzevi